# Thành Trung (xã)
Thành Trung là một xã cũ thuộc huyện Bình Tân, tỉnh Vĩnh Long, Việt Nam.

## Địa lý
Xã Thành Trung nằm ở phía đông huyện Vũng Liêm, có vị trí địa lý:
- Phía đông giáp xã Nguyễn Văn Thảnh và xã Mỹ Thuận
- Phía tây giáp xã Thành Lợi và xã Tân Thành
- Phía nam giáp xã Thành Lợi
- Phía bắc giáp xã Tân Thành và tỉnh Đồng Tháp.

Xã Thành Trung có diện tích 16,34 km², dân số năm 2009 là 5.466 người, mật độ dân số đạt 335 người/km².

## Hành chính
Xã Thành Trung được chia thành 7 ấp: Thành Hiếu, Thành Hưng, Thành Lễ, Thành Lộc, Thành Qui, Thành Sơn, Thành Thuận.

## Lịch sử
Ngày 6 tháng 12 năm 2019, Hội đồng Nhân dân tỉnh Vĩnh Long ban hành Nghị quyết 228/NQ-HĐND về việc:
- Sáp nhập toàn bộ ấp Thành Hòa vào ấp Thành Thuận
- Sáp nhập một phần ấp Thành Giang vào ấp Thành Quí
- Sáp nhập một phần ấp Thành Giang vào ấp Thành Sơn.